# Le Cimetière des éléphants
Pour l’article homonyme, voir Cimetière des éléphants.
Albums de Eddy Mitchell
20 ans : Eddy Mitchell Olympia
(1981) Fan Album
(1984)
Singles
1. Le Cimetière des éléphants (version N.Y.)
Sortie : 27 mai 1982

Le Cimetière des éléphants est le vingt-deuxième album studio d'Eddy Mitchell sorti en disque vinyle en 1982 sur le label Barclay. 

## Histoire
Eddy Mitchell enregistre le disque Le Cimétière des éléphants aux États-Unis dans les studios Sunset Sound à Hollywood (Los Angeles), Sound Emporium à Nashville et Eras à New York. 
Il s'agit de son dernier album à paraître chez Barclay avant de rejoindre RCA. Il est depuis réédité en disque compact chez Polydor.

## Liste des titres
| No  | Titre                                            | Auteur                              | Durée |
| --- | ------------------------------------------------ | ----------------------------------- | ----- |
| 1.  | Le Cimetière des éléphants (Version New York)    | Claude Moine / Pierre Papadiamandis | 3:48  |
| 2.  | Je saurai encore t'aimer                         | Claude Moine / Pierre Papadiamandis | 3:18  |
| 3.  | J'ai déjà donné                                  | Claude Moine / Pierre Papadiamandis | 3:11  |
| 4.  | Mauvaises vibrations                             | Claude Moine / Pierre Papadiamandis | 3:07  |
| 5.  | J'ai vendu mon âme au Rock'n'Roll                | Claude Moine / Pierre Papadiamandis | 3:20  |
| 6.  | Elle ne rentre pas ce soir                       | Claude Moine / Pierre Papadiamandis | 4:01  |
| 7.  | Change pas de look                               | Claude Moine / Pierre Papadiamandis | 3:32  |
| 8.  | Tiens-toi                                        | Claude Moine / Pierre Papadiamandis | 3:52  |
| 9.  | Lucille                                          | Michel Jonasz                       | 3:08  |
| 10. | Le Cimetière des éléphants (Version Los Angeles) | Claude Moine / Pierre Papadiamandis | 3:14  |

## Crédits Musiciens
Équipe New-York ; pistes 1 à 3 :
- Piano : Richard Tee
- Batterie : Steve Gadd, Bernard Purdie
- Basse : Francisco Cartero
- Guitares : Hugh McCracken, Joe Caro
- Trompettes : Lew Soloff
- Sax Baryton : Ronnie Cuber
- Sax Alto : Lawrence Feldman
- Synthétiseur : Kinny Landrum
- Percussions : Mayra Casales
- Arrangements : Brad Baker

Équipe Nashville ; pistes 4 à 6 :
- Harmonica : Charlie McCoy
- Batterie : Kenny Buttrey
- Basse : Michael A.Leech
- Guitares : Reggie Young, Dale Sellers
- Guitare pedal steel : Russ Hicks
- Piano et Rhodes : David Briggs, Pierre Papadiamandis

Équipe Los Angeles ; pistes 7 à 10 :
- Batterie : Vinnie Colaiuta
- Basse : Neil Stubenhauss
- Guitares : Marty Walsh, Lee Ritenour, Tim Weston, Mike Landau
- Piano : Robin Buchanan
- Sax ténor : Gary Herbig
- Trompettes : Chuck Findley, Lee Thorn Berg, Larry Hall

### Production
- Direction artistique : Jean Fernandez
- Gravure : Sterling Sound Studio
- Photos : Norman Seeff
- Conception pochette : Jean-Baptiste Mondino
- Maquette : Claude Caudron / Barclay